# Kulturno-povijesna cjelina Velike Gorice
Kulturno-povijesna cjelina Velike Gorice, građevina u mjestu i gradu Velika Gorica, zaštićeno kulturno dobro.

## Opis
Povijesna cjelina Velike Gorice današnje je gradsko središte s glavnim trgom (na kojem se nalaze župna crkva i zgrada Turopoljske vijećnice) i prilaznim ulicama. Primjer je srednjovjekovnog trgovišta formiranog spontanim razvojem koje se od 14. stoljeća razvija kao trgovačko, obrtničko i upravno središte. Urbani ustroj naselja izdužene, linearne forme, u čijem je središtu prostor trga, uvjetovan je topografijom i položajem uz glavnu prometnicu Zagreb-Sisak. Ima očuvana prostorna obilježja, povijesnu parcelaciju koja je uvjetovala tipologiju izgradnje uličnih nizova stambeno obrtničke arhitekture druge polovine 19. i početka 20 st. te pojedine primjere tradicijskog drvenog graditeljstvo.

## Zaštita
Pod oznakom Z-4188 zaveden je kao nepokretno kulturno dobro - pojedinačno, pravna statusa zaštićena kulturnog dobra, klasificirano kao "sakralna graditeljska baština".